# 塞吉歐·越後
塞吉歐·越後（葡萄牙語：Sergio Echigo，1945年7月28日—），巴西日裔足球評論員。他於巴西聖保羅市出生，是當地的第二代日裔，曾經為職業足球球員。他曾擔任所屬球隊的前鋒和中鋒位置，與同為當地日裔的吉村大志郎和與那城喬治並肩作戰。
他於18歲那年加入科林蒂安球隊，曾為巴西國家隊的後備球員。
越後於1972年抵達日本，在他以藤和不動產足球部的名義參加日本足球聯賽後，他便致力於推動青年足球的普及，包括指導。在衣著方面，他因刻意沒把拉鍊拉盡而得到愛好者的支持。
他也是Elastico「牛尾巴」帶球技術的始創者。这门技术后来被前巴西隊代表里维利诺继承并产生广泛影响。